# تاريخ بنغلاديش
ظهرت بنغلاديش الحديثة كدولة مستقلة عام 1971، بعد انفصالها عن باكستان في حرب الاستقلال البنغلاديشية. تتوافق حدود دولة بنغلاديش الحديثة مع الجزء الأكبر من منطقة البنغال التاريخية الواقعة في الجزء الشرقي من شبه القارة الهندية، التي تعود حضارتها إلى أكثر من أربعة آلاف عام سابقة، وتحديدًا إلى العصر النحاسي. يرتبط تاريخ المنطقة ارتباطًا وثيقًا مع تاريخ البنغال بشكل خاص، ومع تاريخ شبه القارة الهندية بشكل عام.
يتميز التاريخ المبكر الموثق لبنغلاديش بتعاقب الممالك والإمبراطوريات الهندوسية والبوذية التي تنافست فيما بينها على السيطرة الإقليمية. وصل الإسلام إلى المنطقة خلال القرنين السادس والسابع الميلاديين، وأصبح، بشكل تدريجي، الدين المسطير على المنطقة منذ أوائل القرن الثالث عشر، مع ظهور الحكم الإسلامي، إضافة إلى ظهور المبشرين السنّة في المنطقة (كالشاه جلال). بدأ الحكام المسلمون، في وقت لاحق، حملات الدعوة الإسلامية، من خلال بنائهم للمساجد. حكمت بنغلاديش، بدءًا من القرن الرابع عشر، سلطنةُ البنغال التي أسسها شمس الدين الياس شاه، وشهدت المنطقة في تلك الفترة ازدهارًا اقتصاديًا وهيمنة عسكرية على الإمبراطوريات الإقليمية، وأشار إليها الأوروبيون على أنها أغنى دولة يمكن التعاون معها تجاريًا. بعد ذلك، وقعت المنطقة تحت حكم سلطنة مغول الهند، باعتبارها أغنى المقاطعات. كانت «صوبة البنغال» تنتج نصف الناتج المحلي الإجمالي للإمبراطورية، و 12% من الناتج المحلي الإجمالي العالمي، متفوقةً على الناتج المحلي لأوروبا الغربية، وأصبحت بذلك رائدة عصر للتصنيع. تجاوز عدد سكان العاصمة دكا حينها المليون نسمة.
بعد انهيار الإمبراطورية المغولية في أوائل القرن الثامن عشر، أصبحت البنغال دولة شبه مستقلة تحت حكم نواب البنغال، بقيادة سراج الدولة. تعرضت البنغال لاحقًا لغزوٍ من قبل شركة الهند الشرقية خلال معركة بلاسي عام 1757. ساهمت البنغال بشكل مباشر في الثورة الصناعية في بريطانيا، لكن تسبب ذلك في تراجع عمليات التصنيع فيها.
أُنشئت حدود بنغلاديش الحديثة مع فصل البنغال عن الهند في شهر أغسطس من عام 1947، وذلك عندما أصبحت منطقة شرق باكستان جزءًا من دولة باكستان التي شُكّلت حديثًا بعد تقسيم الهند. انفصلت بنغلاديش عن غرب باكستان بمسافة 1600 كم (994 ميل) من الأراضي الهندية. كانت حرب تحرير بنغلاديش، (باللغة البنغالية: মুক্তিযুদ্ধ Muktijuddho) والمعروفة أيضًا بحرب الاستقلال البنغلاديشية أو حرب التحرير البنغلاديشية، ثورة ونزاعًا مسلحًا اشتعلت بعد صعود الحركة القومية وحق تقرير المصير البنغالية في المنطقة التي كانت تُعرف بشرق باكستان خلال فترة وقوع الإبادة الجماعية في بنغلاديش عام 1971، وهو ما أسفر عن استقلال جمهورية بنغلاديش الشعبية. عانت الدولة الجديدة بعد استقلالها من المجاعة ومن الكوارث الطبيعية ومن انتشار الفقر إضافة إلى اتسام الفترة بالاضطراب السياسي الذي تجلى بالانقلابات العسكرية. أسفرت استعادة الديموقراطية عام 1991 في بنغلاديش عن عودة الهدوء النسبي إلى البلاد وتقدمها الاقتصادي السريع. تعتبر بنغلاديش اليوم واحدة من أهم دول العالم في صناعة النسيج.

## الفترة القديمة

### البنغال في عصور ما قبل التاريخ
يدعى كتاب أكسفورد -تاريخ الهند -بشكل قاطع- عدم تواجد أي معلومات محددة عن البنغال في الفترة قبل القرن الثالث قبل الميلاد. يُعتقد أن بعض الشعوب كالهندوآريين والسلالة الدرفيدية والمغوليين بالإضافة إلى شعب يُطلق عليه «شعب البانغا» قد انتقلوا خلال فترات متفاوتة إلى البنغال.
تشكلت في دلتا البنغال غابات كثيفة وأراضي رطبة على مدى آلاف السنين. بقي جزء كبير من هذه الأراضي على حالته هذه حتى العصور التاريخية. تراجعت الغابات في تلك المنطقة بسبب النشاط البشري فيها. تواجد البشر في البنغال في فترات مبكرة من التاريخ البشري. مع ذلك، لا يوجد إجماع على الإطار الزمني لأول نشاط بشري في البنغال، ولا يوجد أيضًا كميات كبيرة من الرفات البشرية القابلة للدراسة. تؤكد إحدى وجهات النظر بأن البشر قد دخلوا البنغال من الصين قبل 60 ألف سنة، فيما ذهب رأي آخر إلى الحديث عن ظهور ثقافة إقليمية بنغالية مميزة قبل 100000 سنة. هناك دليل ضعيف على تواجد البشر في المنطقة في عصور ما قبل التاريخ. وهناك أيضًا القليل من الأدلة على وجود الإنسان في المنطقة خلال العصر الحجري الحديث، والعصر الحجري، من المحتمل أن تكون التحولات التي طرأت على مجاري الأنهار في المنطقة هي السبب وراء ذلك. يُعتبر موقع البنغال ومناخها غير مناسبين للحفاظ على البقايا الأثرية المادية. بسبب نقص الأحجار، من المتوقع أن يكون البشر الأوائل الذين قطنوا الأراضي البنغالية قد اعتمدوا في حياتهم اليومية على موادٍ كالخشب والخيزران التي لا يمكن لها أن تبقى لعدة عصور في بيئة كبيئة البنغال. يميل علماء الآثار في جنوب آسيا إلى التركيز على أجزاء أخرى من شبه القارة الهندية. ركز علماء الآثار المهتمون بالبنغال على التاريخ الحديث للمنطقة.
تكاد تعود كامل الاكتشافات الأثرية في البنغال إلى منطقة التلال المتوزعة حول الدلتا. تعتبر تضاريس غرب البنغال وبنغلاديش الشرقية أفضل مصدرٍ للمعلومات حول الشعوب الأولى التي سكنت البنغال. اكتُشفت بعض الأحفوريات الخشبية التي تعود لشفراتٍ مُصنعة، ومكاشطَ، وفؤوس في مناطق لالماي وسيتاكند وتشاكلابونجي. ارتبطت هذه الاكتشافات مع اكتشافات أخرى في مناطق بورما والبنغال الغربية. استخدمت الحجارة الكبيرة، التي يُعتقد أنها تعود لعصور ما قبل التاريخ والمشابهة لتلك الموجودة في التلال القريبة من الهند، في البناء في شمال شرق بنغلاديش. مارس البنغاليون الزراعة منذ الألفية الأولى قبل الميلاد. وُجد في البنغال أقدم دليل على استقرار المجتمعات الزراعية.
أعطى النجاح الزراعي التي حققته مجتمعات البنغال في القرن الخامس قبل الميلاد الأرضية المناسبة لبناء ثقافة مستقرة، ولظهور المدن، والتجارة عبر البحر، وأولى الأنظمة السياسية.  اكتشف علماء الآثار ميناءً في منطقة واري باتشوار، استخدمه البنغاليون في عمليات التجارة مع روما القديمة، وجنوب شرق آسيا. اكتشف علماء الآثار عملاتٍ معدنية وقطعًا فخارية وأدوات حديدية وطريقًا حجريًا وحُصنًا في منطقة واري باتشوار. تُشير الاكتشافات إلى كون المنطقة مركزًا إداريًا هامًا، إذ عمل سكانها في عدد من الصناعات كصهر الحديد وصناعة عقود الزينة المصنوعة من الأحجار الكريمة. استُخدم الطين بشكلٍ واسعٍ في المنطقة، إذ استُخدم مع الطوب لبناء الجدران. اكتُشفت أغلب اللوحات الطينية الشهيرة المصنوعة من الصلصال، والتي تصور الآلهة إضافة إلى مشاهد من الطبيعة والحياة اليومية، في موقع تشاندراكيتيورغاه الأثري. اكتُشفت العملات الأثرية التي استخدمها البنغال القدماء في منطقة واري باتشوار وظهرت أيضًا متن القوارب المرسومة على الألواح المكتشفة في موقع تشاندراكيتيورغاه الأثري.
كشفت العديد من الحفريات الأثرية في بنغلاديش عن أدلة على وجود ثقافة الفخار الأسود المصقول الشمالية في شبه القارة الهندية (حوالي 700 – 200 عام قبل الميلاد)، وهي الثقافة التي ظهرت في العصر الحديدي، وطُورت بدءًا من السنة 700 قبل الميلاد تقريبًا، وبلغت ذروة انتشارها في الفترة ما بين عامي 500 و 300 قبل الميلاد، بالتزامن مع ظهور 16 مملكة أو ماهاجانابادا في شمال الهند، والظهور اللاحق للإمبراطورية الماورية. كان الجزء الشرقي من الهند القديمة، الذي يتواجد اليوم -بأغلبه- في بنغلاديش، جزءًا من ماهاجانابادا واحدة، هي مملكة أنجا القديمة، والتي ازدهرت في القرن السادس قبل الميلاد.

### المستعمرات الخارجية
كانت مملكة فانجا أمةً بحريةً قويةً في الهند القديمة. كانت لديهم علاقات تجارية خارجية مع جاوة وسومطرة ومملكة راتانكوسين (تايلاند الحديثة). وفقًا لماهافامسا، غزا أمير فانجا فيجايا سينغا لانكا (سريلانكا الحديثة) في 544 قبل الميلاد وأطلق عليها اسم «السنهالية». هاجر البنغاليون إلى منطقة جنوب شرق آسيا البحري ومملكة راتانكوسين (في تايلاند الحديثة)، وأقاموا مستوطنتهم الخاصة هناك.

## أوائل العصور الوسطى
تُركت البنغال وحيدةً بعد تراجع سلطة موريان، ولا يُعرف سوى القليل عن الفترة التي تلت التراجع، رغم احتمال وجود أجزاء من البنغال في ذلك الوقت تحت حكم سلالة سونجا التي اتخذت من باتاليبوترا مقرًا لها. خلال هذا الوقت كانت بوندرا ما تزال موقعًا بوذيًا مهمًا. احتفظ الحكام المحليون بالسلطة بينما كانوا يشيدون بإمبراطورية جوبتا بين 300 و400 م. أصبحت دلتا البنغال مملكة ساماتا، ومركزها بالقرب من تشاندبور المعاصرة. يشير نقش جوبتا إلى أن وجود نفوذ لإمبراطورية جوبتا في ساماتاتا رغم أنها لم تحكمها بشكل مباشر. ظلت البنغال حدودًا على الرغم من ارتباطاتها النادرة مع قلب الهند. وتغيرت عدة سلالات خلال القرون القليلة التالية. تشير اللوحات والأشكال الأخرى من الأدلة التي وُجدت في منطقة كوميلا إلى أن جوباشاندرا حكم المنطقة في أوائل القرن الخامس عشر، على الرغم من عدم توفر الكثير من المعلومات عنها. أصبح الخرجاس حكامًا للمنطقة في القرن التالي، وتبعهم سلالة ديفا، مالك هاريكيلا وتشاندراس وفارمان، التي تمركزت في مواقع مختلفة في منطقة كوميلا وفيكرامبور في دكا. وحكم البنغاليون لأول مرة في فاريندرا في ذلك الوقت، كما حكم ساسانكا غور في أوائل القرن السادس عشر، متخذًا من كارناسوفارنا في منطقة مرشد أباد الحديثة مقرًا له. تشير التقارير والعملات الصينية المعاصرة إلى قوة شيفيت الذي كان يعارض البوذية بشدة. ومن الواضح أن معارضة البوذية والالتزام بالإبراهيمية استمرت في ظل سلالة سورا، التي أسسها أديسورا حوالي 700 م. تولى البوذي القوي، جوبالا السلطة في البنغال في منتصف القرن الثامن تقريبًا، مع وجود احتمال لحصوله على الدعم من الزعماء البوذيين الذين عارضوا تأثيرات أتباع الأديان الإبراهيمية المخلصين لسورا وساسكا.

### مملكة جاودا
تفككت إمبراطورية جوبتا التي حكمت شبه القارة الهندية الشمالية إلى حد كبير بحلول القرن السادس ميلادي. وانقسمت ولاية البنغال الشرقية إلى مالك فانجا وساماتاتا وهاريكيلا بينما نهض ملوك جاودا في الغرب وعاصمتهم كارناسوفارنا (بالقرب من مرشد أباد الحديثة). أعلن شاشانكا، التابع لآخر إمبراطور جوبتي، الاستقلال ووحد الإمارات الأصغر في البنغال (غور وفانجا وساماتا). وتنافس على السلطة الإقليمية مع هارشافاردانا في شمال الهند بعد قتل شقيق هارشا الأكبر راجيافاردانا غدرًا. أدى ضغط هارشا المستمر إلى إضعاف مملكة جاودا التي أسسها شاشانكا تدريجيًا، لتنهار بشكل كامل بوفاته. انتهى عصر القوة البنغالية هذا بالإطاحة بمانافا (ابنه)، وانحدر البنغال إلى فترة اتسمت بالانقسام والاستعمار مرةً أخرى.

### سلالة سينا
بدأت سلالة سينا بالنهوض نحو عام 1095 لكنها لم تهزم بالاس في النهاية حتى عام 1150 تقريبًا. ويبدو أنها انطلقت من ولاية كارناتاكا أولًا. سيطر فيجاياسينا على شمال وغرب البنغال، وأنهى وجود بالاس من المناطق السابقة وأقام حكمه في نادي. وكان لاكشماناسينا أشهر حكام سلالة سينا وأعظمهم. أُصدر تفويض بحكم السلالة في أوريسا وبيناريس، واستولى اختيار الدين محمد بختيار خالجي على ناديا من سلالة سينا في عام 1202، بعد أن استولى بالفعل على بيهار. غادر بعدها لاكشماناسينا إلى فيكرامبور في جنوب شرق البنغال وورث أبناؤه السلالة التي انتهت نحو عام 1245 بسبب الثورات الإقطاعية والضغط الإسلامي.
كانت السلالة الحاكمة إبراهيمية متعصبة وحاولت استعادة الإبراهيمية في البنغال، كما أسسوا نظام كولينيزم في البنغال، والذي أتاح للذكور من الطبقة العليا أن يتخذوا زوجات من الطبقة الدنيا ويعززون مكانة أطفال هؤلاء النساء. يفترض البعض أن قمع الأسرة الحاكمة للبوذية أصبح سببًا للتحول إلى الإسلام، خاصة في شرق البنغال.

### مملكة ديفا
حكم مملكة ديفا سلالة هندوسية من البنغال في العصور الوسطى، كما حكمت شرق البنغال بعد انهيار إمبراطورية سينا. كانت عاصمة هذه السلالة بيكرامبور في منطقة مونشيجانج الحالية في بنغلاديش. تُظهِر الأدلة المكتوبة امتداد هذه المملكة حتى منطقة كوميلا-نواكالي-شيتاغونغ الحالية. وامتدت مملكة أريراجا-دانوجا-مادهافا داشاراثاديفا، أحد الحكام اللاحقين من السلالة، لتغطي معظم شرق البنغال.